# Graf Zeppelin (tàu sân bay Đức)
Graf Zeppelin là tàu sân bay duy nhất của Đức được hạ thủy trong Chiến tranh Thế giới thứ hai, tiêu biểu phần nào cho những nỗ lực của Hải quân Đức để tạo ra một hạm đội hoạt động biển khơi hoàn chỉnh, có khả năng thể hiện sức mạnh không lực hải quân Đức bên ngoài ranh giới hạn hẹp của biển Baltic và biển Đen. Công việc chế tạo được đặt hàng vào ngày 16 tháng 11 năm 1935, và nó được đặt lườn vào ngày 16 tháng 11 năm 1935 tải xưởng tàu Deutsche Werke ở Kiel. Được đặt tên nhằm tôn vinh Graf (Bá tước) Ferdinand von Zeppelin, nó được hạ thủy vào ngày 28 tháng 12 năm 1936, nhưng không thể hoàn tất và chưa bao giờ hoạt động. Sau chiến tranh nó bị Liên Xô tịch thu và đánh chìm vào năm 1947 như một mục tiêu tác xạ.

## Bối cảnh

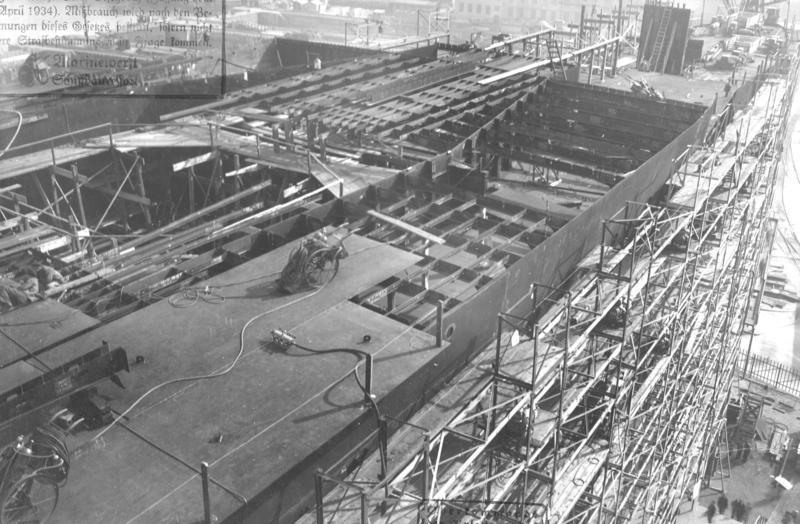
Công việc chế tạo Graf Zeppelin tại Kiel, năm 1938

Wilhelm Hadeler đã là Giáo sư trợ giảng về Kiến trúc Hải quân tại Đại học Kỹ thuật Berlin được chín năm khi ông được chỉ định lập ra những thiết kế sơ thảo cho tàu sân bay vào tháng 4 năm 1934. Thỏa thuận Hải quân Anh-Đức ký vào ngày 18 tháng 6 năm 1935 cho phép Đức có thể chế tạo tàu sân bay với trọng lượng choán nước lên đến 38.500 tấn. Vào năm 1935, Adolf Hitler tuyên bố Đức sẽ chế tạo tàu sân bay để tăng cường cho Hải quân Đức. Một sĩ quan thuộc Không quân Đức, một sĩ quan hải quân và một nhà thiết kế hàng hải đã viếng thăm Nhật Bản vào mùa Thu năm 1935 để tiếp thu những bản vẽ của sàn đáp và thiết bị cùng việc khảo sát chiếc tàu sân bay Akagi. Lườn của Graf Zeppelin được đặt vào năm tiếp theo. Hai năm sau đó, Đại Đô đốc (Großadmiral) Erich Raeder trình bày chương trình đóng tàu đặt tên Kế hoạch Z đầy tham vọng, trong đó bốn tàu sân bay sẽ được đóng cho đến năm 1945. Đến năm 1939, ông sửa đổi kế hoạch, giảm số lượng xuống còn hai chiếc.
Hải quân Đức luôn duy trì một chính sách chỉ đặt tên cho một con tàu khi nó được hạ thủy. Tàu sân bay Đức đầu tiên, được đặt lườn dưới tên gọi "Flugzeugträger A" ("Tàu sân bay A"), được đặt tên Graf Zeppelin khi được hạ thủy vào năm 1938. Chiếc thứ hai, không được hạ thủy, chỉ được mang tên hiệu "Flugzeugträger B", nhưng nhiều khả năng là nếu hoàn tất sẽ được đặt tên là Peter Strasser.

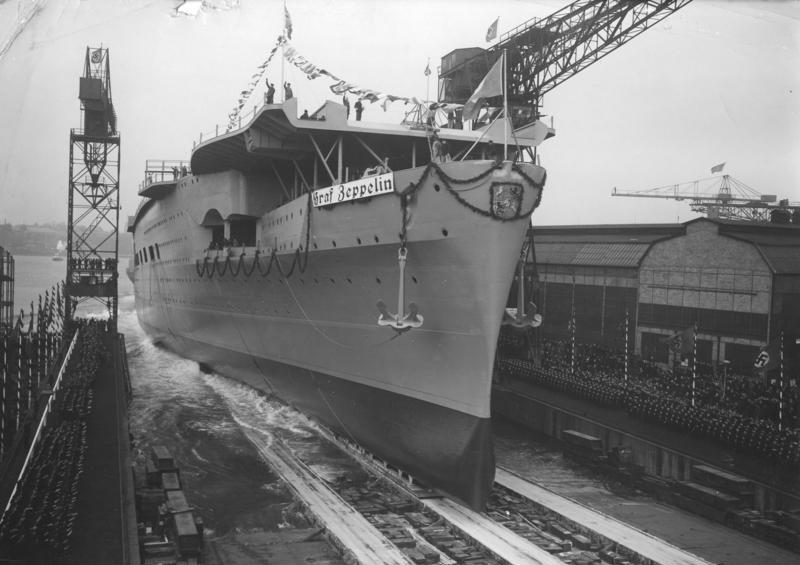
Graf Zeppelin được hạ thủy, 8 tháng 12 năm 1938.

Các buổi hội nghị của Hitler cùng với Hải quân Đức, qua những bản ghi chép thu được sau khi Đế chế thứ ba sụp đổ, cho thấy Quốc trưởng ngày càng biểu lộ sự mất hứng thú đối với tàu sân bay. Thống chế Hermann Göring, Tư lệnh Không quân Đức, tỏ ra phật ý về mọi sự can dự vào quyền lực của ông như là người đứng đầu sức mạnh không quân của đất nước, và đã chống lại Raeder trong mọi dịp có thể. Trong binh chủng của mình, Raeder gặp sự đối đầu của Đô đốc Karl Dönitz, một chuyên gia tàu ngầm.
Không có kinh nghiệm trong việc đóng những con tàu như vậy, Hải quân Đức gặp những khó khăn trong việc áp dụng những kỹ thuật tiên tiến, như là máy phóng máy bay, cho Graf Zeppelin. Những nhà thiết kế Đức đã học hỏi từ những thiết kế của Nhật Bản, nhưng chịu những áp lực phải tạo ra tàu sân bay hoạt động trên Bắc Hải so với một thiết kế "vùng biển xanh". Ví dụ như, nhiều khẩu pháo kiểu tuần dương được trang bị để đánh cướp tàu buôn và bảo vệ trước các tàu tuần dương Anh; điều này tương phản với thiết kế của Nhật và Mỹ, vốn hướng đến việc bảo vệ bởi một lực lượng đặc nhiệm và dựa trên hỏa lực mặt biển của các tàu tuần dương hỗ trợ.

## Thiết kế

### Lườn tàu
Lườn tàu của Graf Zeppelin được chia thành 19 ngăn kín nước, sự phân chia tiêu chuẩn dành cho mọi tàu chiến chủ lực của Hải quân Đức. Đai giáp của nó có độ dày thay đổi từ 100 mm (3,9 in) bên trên các khoảng động cơ và hầm đạn phía sau, cho đến 60 mm (2,4 in) trên hầm đạn phía trước và giảm còn 30 mm (1,2 in) trước mũi; trong khi đai giáp phía đuôi được duy trì ở mức 80 mm (3,1 in) để bảo vệ bánh lái. Bên trong đai giáp chính là một vách ngăn chống ngư lôi dày 20 mm (0,79 in).

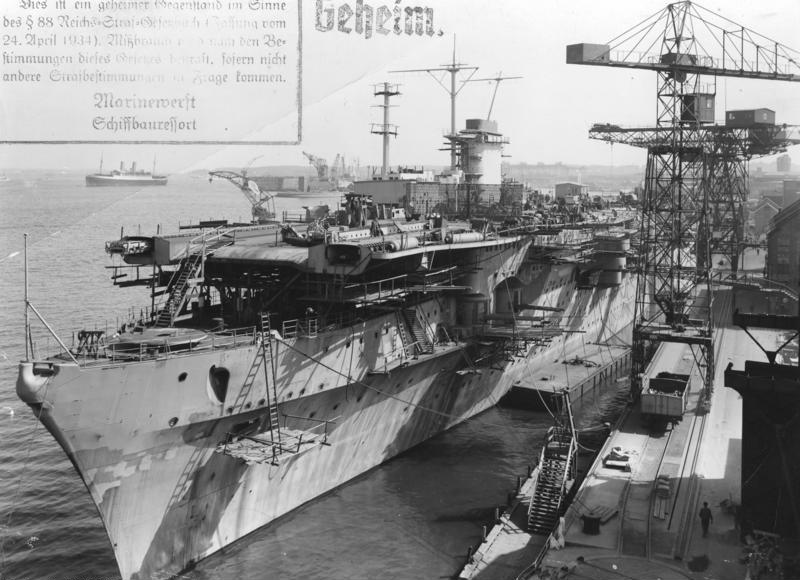
Graf Zeppelin tại Kiel, tháng 6 năm 1940, với mũi tàu được chế tạo hoàn toàn mới. Lưu ý bức ảnh được đóng dấu Mật (Geheim).

Lớp vỏ giáp ngang bảo vệ chống lại bom và đạn pháo bắn đến được bắt đầu từ sàn đáp, vốn có tác dụng như sàn cứng chắc chính; lớp giáp này có độ dày chung là 20 mm (0,79 in) ngoài trừ khu vực chung quanh trục thang nâng và ống khói nơi độ dày được tăng lên 40 mm (1,6 in) nhằm giúp cho các thang nâng có sức mạnh cấu trúc cần thiết, và các ống khói mang tính sống còn sự bảo vệ chống mảnh đạn tốt hơn. Bên dưới sàn chứa máy bay dưới là sàn bọc giáp chính, với độ dày vỏ giáp thay đổi từ 60 mm (2,4 in) bên trên các hầm đạn cho đến 40 mm (1,6 in) bên trên các khoảng động cơ. Dọc rìa phía ngoài, nó tạo ra một độ dốc 45º nơi nó nối liền với phần dưới của đai giáp ở ngang mực nước.
Tỉ lệ dài-rộng nguyên thủy của Graf Zeppelin là 9,26:1, đưa đến một kiểu dáng thuôn. Tuy nhiên, vào tháng 5 năm 1942, trọng lượng nặng tích lũy bên trên do những thay đổi trong thiết kế trước đó buộc phải bổ sung thêm những bầu sâu hai bên lườn của Graf Zeppelin, làm giảm tỉ lệ này xuống còn 8,33:1, và khiến nó có độ rộng mạn thuyền lớn nhất trong số các tàu sân bay được thiết kế trước năm 1942. Những bầu này phục vụ chủ yếu là nhằm cải thiện độ ổn định của Graf Zeppelin, đồng thời cũng giúp tăng cường một mức độ bảo vệ chống ngư lôi và gia tăng tầm hoạt động, do một số ngăn chọn lọc được thiết kế để chứa thêm khoảng 1.500 tấn dầu đốt.
Mũi tàu dạng thẳng đứng của Graf Zeppelin được chế tạo lại vào đầu năm 1940 bằng việc bổ sung một mũi tàu chéo góc kiểu "mũi Đại Tây Dương", nhằm cải thiện tính năng đi biển chung. Điều này đã làm tăng chiều dài chung của con tàu thêm 5,2 m (17 ft).

### Động lực
Hệ thống động cơ của Graf Zeppelin bao gồm 16 nồi hơi La Mont áp lực cao, tương tự như kiểu dùng cho lớp tàu tuần dương hạng nặng Admiral Hipper. Bốn bộ turbine hộp số được nối liền với bốn trục, được hy vọng sẽ sản sinh công suất 200.000 shp (150.000 kW) và đưa chiếc tàu sân bay đạt được tốc độ tối đa 35 hải lý trên giờ (40 mph; 65 km/h). Với trữ lượng nhiên liệu tối đa 5.000 tấn dầu đốt (trước khi bổ sung các bầu vào năm 1942), tầm hoạt động được tính toán của Graf Zeppelin là 9.600 dặm (15.400 km) ở tốc độ 19 hải lý trên giờ (35 km/h; 22 mph), cho dù kinh nghiệm thời chiến trên những tàu có hệ thống động cơ tương tự cho thấy những ước lượng này rất không chính xác; tầm hoạt động thực tế có xu hướng thấp hơn nhiều.
Hai chân vịt-bánh lái cycloic Voith-Schneider được trang bị ở phần trước mũi dọc theo trục dọc con tàu. Chúng được dự định để trợ giúp vào việc neo đậu con tàu trong cảng hoặc khi đi ngang qua các luồng nước hẹp như kênh đào Kiel, nơi mà phần nổi cao của chiếc tàu sân bay cùng sự cơ động khó khăn ở tốc độ dưới 8 hải lý trên giờ (15 km/h; 9,2 mph), những luồng gió giật có thể đẩy con tàu va vào thành kênh đào. Trong trường hợp khẩn cấp, có thể sử dụng các bộ phận này để bẻ lái con tàu ở vận tốc thấp hơn 12 hải lý trên giờ (22 km/h; 14 mph), và nếu động cơ chính của con tàu bị hỏng, chúng có thể dùng để đẩy con tàu đạt được tốc độ tối đa 4 hải lý trên giờ (7,4 km/h; 4,6 mph) khi biển lặng. Khi không sử dụng, Chúng có thể thu vào bên trong thẳng đứng và được bảo vệ bởi những nắp che kín nước.

### Sàn đáp – Hầm chứa máy bay
Sàn đáp của Graf Zeppelin có cấu trúc bằng thép và được lót gỗ, kích thước 242 m (794 ft) dài và rộng tối đa 30 m (98 ft). Nó có một phần đầu sàn đáp tròn và nghiêng nhẹ xuống về phía đuôi, che phủ bên trên sàn tàu chính nhưng không bao gồm đuôi tàu; và sàn đáp được nâng đỡ bởi các trụ chống thép. Phía mũi tàu, chiếc tàu sân bay có một sàn trước mở, và mép trước của sàn đáp không bằng phẳng, chủ yếu là do những đầu tù của những đường ray của máy phóng, nhưng dường như chúng không gây ra nhiễu loạn không khí đáng kể nào. Các nghiên cứu mô hình trong hầm gió đã xác nhận điều này. Tuy nhiên, khi thử nghiệm, đảo cấu trúc thượng tầng dài và thấp của nó làm sinh ra gió xoáy trên sàn đáp khi con tàu bẻ lái sang mạn trái. Đây được xem là một nguy cơ chấp nhận được khi tiến hành các hoạt động không lực.
Các sàn chứa máy bay trên và dưới của Graf Zeppelin dài và hẹp, bên hông và hai đầu không được bọc giáp. Các xưởng cơ khí, kho dự trữ và chỗ nghỉ của thủy thủ được bố trí phía ngoài các sàn chứa, một đặc tính thiết kế tương tự như các tàu sân bay Anh. Sàn chứa phía trên có kích thước 185 m (607 ft) × 16 m (52 ft) và có khoảng sáng trần là 6 m (20 ft); trong khi sàn chứa dưới có kích thước 172 m (564 ft) × 16 m (52 ft) và khoảng sáng thấp hơn 0,3 m (1 ft 0 in) do các thanh chống trần. Tổng cộng diện tích sàn chứa máy bay được sử dụng là 5.450 m2 (58.700 foot vuông) đủ để chứa 41 máy bay: 18 chiếc máy bay ném bom-ngư lôi Fieseler Fi 167 trong sàn chứa bên dưới; 13 máy bay ném bom bổ nhào Junkers Ju 87C và 10 máy bay tiêm kích Messerschmitt Bf 109T trong sàn chứa bên trên.
Graf Zeppelin có ba thang nâng vận hành bằng điện đặt dọc theo trục giữa của sàn đáp: một ở gần mũi ngang với mép phía trước của đảo cấu trúc thượng tầng, một ở giữa tàu và một ở sau đuôi. Chúng có hình bát giác kích thước 13 m (43 ft) × 14 m (46 ft), và được thiết kế để chuyển máy bay nặng cho đến 5,5 tấn giữa các sàn tàu.
Hai máy phóng máy bay Deutsche Werke vận hành bằng hơi nén được bố trí trên đầu phía trước của sàn đáp nhằm hỗ trợ cất cánh. Chúng dài 23 m (75 ft) và được thiết kế để gia tốc một máy bay chiến đấu nặng 2.500 kg (5.500 lb) đạt được tốc độ khoảng 140 km/h (87 mph) và một máy bay ném bom nặng 5.000 kg (11.000 lb) đạt được 130 km/h (81 mph).
Hai bộ đường ray được bố trí từ máy phóng đến các thang nâng phía trước và giữa tàu. Trong hầm chứa, máy bay được một cần cẩu đặt vào một bệ phóng xếp lại được. Cả bệ và máy bay được thang nâng đưa lên sàn đáp và đẩy đến điểm khởi đầu của đường ray máy phóng. Khi mỗi máy bay cất cánh, bệ phóng của nó được giữ lại nhờ một "giỏ" kim loại đặt ở cuối đường ray máy phóng và đặt thấp bên dưới sàn "B" phía trước và được lăn trở lại hầm chứa máy bay phía trên để tái sử dụng nhờ một bộ đường ray thứ hai. Khi không sử dụng, đường ray máy phóng được che phủ bằng các tấm kim loại để bảo vệ chúng khỏi thời tiết khắc nghiệt.
Trên lý thuyết, mười tám máy bay có thể được phóng với nhịp độ một chiếc mỗi 30 giây trước khi các bình chứa hơi dành cho máy phóng bị cạn. Sau đó phải mất 50 để nạp đầy hơi cho các bình chứa. Hai bình chứa lớn chứa khí nén được đặt trong các ngăn cách nhiệt đặt giữa hai đường ray của máy phóng, bên dưới sàn đáp nhưng bên trên sàn bọc thép chính. Vị trí này chỉ cung cấp cho chúng sự bảo vệ yếu kém đối với những hư hại trong chiến đấu. Các ngăn cách nhiệt được sưởi ấm bằng điện lên đến nhiệt độ 20 °C (68 °F) nhằm ngăn chặn sự đóng băng bên ngoài các ống dẫn của bình chứa và thiết bị điều khiển, do khí nén thoát ra lúc phóng máy bay.
Người ta dự định ngay từ đầu rằng mọi máy bay của Graf Zeppelin đều được phóng bằng máy phóng. Việc lăn bánh cất cánh chỉ thực hiện trong trường hợp khẩn cấp hay khi máy phóng không thể hoạt động do bị hư hại trong chiếc đấu hay trục trặc cơ khí. Liệu việc thực hành này có được tôn trọng nghiêm túc hay được thay đổi sau đó, dựa trên hoạt động thực tế và kinh nghiệm chiến đấu, vẫn còn là một câu hỏi còn bỏ ngỏ, đặc biệt là với dung lượng giới hạn của các bình chứa khí và thời gian nạp lại kéo dài giữa các đợt phóng. Dù sao, một ưu điểm của hệ thống này là nó cho phép Graf Zeppelin có thể phóng máy bay mà không cần phải xoay mũi tàu ra hướng gió, hay trong những điều kiện gió quá yếu không đủ lực nâng cho những chiếc máy bay nặng đầy tải; và cũng có thể phóng và thu hồi máy bay đồng thời.
Nhằm đạt được tốc độ phóng nhanh và giảm bớt thời gian cần thiết để làm ấm động cơ, cho đến tám máy bay có thể được giữ trong hầm chứa máy bay ở tình trạng sẵn sàng hoạt động bằng cách sử dụng các bộ sưởi ấm chạy bàng hơi nước. Chúng sẽ giữ cho động cơ máy bay ở nhiệt độ hoạt động khoảng 70 °C (158 °F). Thêm vào đó, dầu bôi trơn động cơ được giữ ấm trong những thùng chứa riêng biệt rồi được bơm bằng tay vào động cơ máy bay ngay trước khi nổ máy để cất cánh. Khi máy bay đã được đưa lên sàn hạ cánh bằng thang nâng, nếu cần thiết nhiệt độ dầu động cơ máy bay được duy trì bằng các bộ nung chạy điện nối vào các điểm cấp điện trên sàn đáp. Cách khác, máy bay có thể được phóng ngay lập tức bằng máy phóng vì động cơ của chúng đã ở đúng hoặc gần bằng nhiệt độ hoạt động thông thường.
Bốn dây cáp hãm được bố trí ở đầu cuối của sàn đáp cộng với hai dây hãm khẩn cấp bố trí trước và sau thang nâng giữa tàu. Các bản vẽ nguyên thủy còn cho thấy có thêm bốn dây cáp hãm khác bố trí trước và sau thang nâng phía trước, có thể dự định dùng vào việc thu hồi máy bay trước mũi, nhưng chúng đã bị loại bỏ khỏi cấu hình cuối cùng của con tàu. Để trợ giúp vào việc hạ cánh ban đêm, các dây cáp hãm được chiếu sáng bằng đèn neon.
Hai tấm thép có khe hở chắn gió, cao 4 m (13 ft), được gắn trước các thang nâng trước và giữa tàu. Chúng được thiết kế để làm giảm tốc độ gió trên sàn đáp cho đến một khoảng 40 m (130 ft) về phía sau. Khi không sử dụng, chúng được hạ xuống ngang bằng với sàn đáp cho phép máy bay lăn qua bên trên.
Đảo cấu trúc thượng tầng bố trí bên mạn phải của Graf Zeppelin là nơi đặt cầu tàu chỉ huy và hoa tiêu cùng phòng bản đồ. Nó cũng là bệ đặt ba đèn pha tìm kiếm, bốn bộ điều khiển hỏa lực cân bằng đặt trong các vòm và một ống khói thẳng đứng lớn. Để bù lại trọng lượng của đảo cấu trúc thượng tầng, sàn đáp và các hầm chứa máy bay được bố trí lệch 0,5 m (1 ft 8 in) sang mạn trái so với trục dọc. Những bổ sung về thiết kế được đề nghị vào năm 1942 bao gồm một tháp cao để dẫn đường máy bay tiêm kích, ăn-ten của bộ radar dò tìm không trung và một nắp chụp cong dành cho ống khói, dự định nhằm giữ cho khói và hơi thoát ra cách xa không ảnh hưởng đến tháp chỉ huy bọc thép.

### Vũ khí
Graf Zeppelin được trang bị pháo góc cao và góc thấp khác nhau cho nhiệm vụ phòng không và chống tàu nổi, vào lúc mà đa số hải quân các nước đã chuyển sang vũ khí lưỡng dụng và dựa vào các tàu hộ tống để bảo vệ chống lại các mối đe dọa trên mặt biển. Vũ khí đối hạm chủ yếu của nó bao gồm 16 khẩu pháo 15 cm (5,9 in) bố trí trên tám tháp pháo nòng đôi; mỗi hai chiếc được đặt tại bốn góc của hầm chứa máy máy bay bên trên, những vị trí nhiều khả năng sẽ bị ướt nước khi hoạt động ngoài biển khơi, đặc biệt là các tháp pháo phía trước.
Kỹ sư trưởng Hadeler thoạt tiên dự định chỉ có tám vũ khí như vậy trên chiếc tàu sân bay, bốn khẩu mỗi bên mạn trên những tháp pháo đơn. Tuy nhiên, Văn phòng Vũ khí Hải quân đã hiểu sai đề nghị nhằm tiết kiệm chỗ của ông khi ghép thành tháp pháo nòng đôi, tăng gấp đôi số khẩu pháo lên thành 16, đưa đến phải gia tăng kho chứa đạn pháo và thang nâng điện phục vụ cho chúng. Trong quá trình chế tạo Graf Zeppelin, đã có sự cân nhắc loại bỏ các khẩu pháo này, thay bằng những khẩu 10,5 cm (4,1 in) bố trí trên những bệ nhô ra ngay bên dưới sàn đáp. Tuy nhiên, sự thay đổi cấu trúc cần thiết để áp dụng chúng được cho là quá khó và mất thời gian, đòi hỏi thay đổi lớn trong thiết kế của con tàu, và kế hoạch đã bị dẹp bỏ.
Vũ khí phòng không chính bao gồm 12 khẩu pháo 10,5 cm (4,1 in) bố trí trên sáu tháp pháo nòng đôi; gồm ba phía trước và ba phía sau đảo cấu trúc thượng tầng. Việc các khẩu pháo này bắn qua mạn trái có nguy cơ không thể tránh khỏi là sức nổ sẽ gây hư hại cho máy bay đang đậu trên sàn đáp; do đó phải hạn chế các hoạt động bay vào lúc vận hành các khẩu pháo này.
Dàn hỏa lực phòng không hạng hai của Graf Zeppelin bao gồm 11 khẩu đội SK C/30 nòng đôi 37 mm (1,5 in) bố trí trên các bệ nhô dọc theo mép sàn đáp: bốn khẩu đội bên mạn phải, sáu bên mạn trái và một ở phần mũi tàu. Thêm vào đó, bảy khẩu súng máy MG C/30 20 mm (0,79 in) trên các bệ nòng đơn bố trí hai bên mạn tàu: bốn bên mạn trái và ba bên mạn phải; sau đó được đổi thành các khẩu đội bốn nòng trên chiếc Graf Zeppelin.

## Thử nghiệm tại Travemünde
Vào năm 1937, với việc Graf Zeppelin dự định sẽ được hạ thủy vào cuối năm tiếp theo, cơ sở thử nghiệm của Không quân Đức tại Travemünde (Erprobungsstelle See hoặc còn gọi là E-Stelle See) trên bờ biển Baltic bắt đầu tiến hành một chương trình kéo dài nhằm thử nghiệm các kiểu nguyên mẫu máy bay hoạt động trên tàu sân bay. Chúng bao gồm việc mô phỏng cất cánh và hạ cánh trên tàu sân bay và huấn luyện phi công tàu sân bay tương lai.
Đường băng cất cánh được sơn theo hình dáng của sàn đáp thực trên chiếc Graf Zeppelin; việc hạ cánh mô phỏng thực hiện với những dây cáp hãm giăng ngang đường băng. Dây cáp được nối vào một thiết bị hãm điện từ do DEMAG sản xuất. Việc thử nghiệm được bắt đầu từ tháng 3 năm 1938 sử dụng các kiểu máy bay Heinkel He 50, Arado Ar 195 và Ar 197. Sau đó, một tời hãm mạnh hơn được hãng Atlas-Werke tại Bremen cung cấp, cho phép thử nghiệm với các kiểu máy bay nặng hơn, như là Fieseler Fi 167 và Junkers Ju 87. Sau một số vấn đề lúc ban đầu, các phi công của Không quân Đức đã thực hiện 1.500 lần hạ cánh thành công với dây hãm trong tổng số 1.800 lần hạ cánh.
Việc phóng máy bay được tiến hành bằng một máy phóng hơi nén dài 20 m (66 ft), được bố trí trên một sàn lan và cho neo đậu trên cửa sông Trave. Máy nén do Heinkel thiết kế và được Deutsche Werke Kiel (DWK) chế tạo, có thể gia tốc chiếc máy bay cho đến tốc độ 145 km/h (90 mph) tùy theo những điều kiện gió. Trước tiên máy bay thử nghiệm phải được một cần cẩu đặt vào một bệ phóng xếp lại được, tương tự như cách sẽ được áp dụng trên Graf Zeppelin.
Chương trình thử nghiệm máy phóng được bắt đầu từ tháng 4 năm 1940, và vào đầu tháng 5, 36 cuộc phóng bằng máy phóng đã được thực hiện, tất cả đều được ghi chú và quay phim để khảo sát sau này: 17 lần bởi Arado Ar 197, 15 lần bởi phiên bản Junkers Ju 87B được cải tiến, và bốn lần sử dụng kiểu Messerschmitt Bf 109D được cải tiến. Thêm nhiều thử nghiệm khác được tiến hành, và đến tháng 6 quan chức Không quân Đức hoàn toàn hài lòng với sự thể hiện của hệ thống phóng.

## Máy bay trang bị
Vai trò được dự định ban đầu của Graf Zeppelin là một nền tảng trinh sát di động trên biển, nên liên đội máy bay theo kế hoạch dành cho nó cũng phản ảnh khái niệm này: 20 máy bay cánh kép Fieseler Fi 167 cho vai trò tuần tiễu và tấn công bằng ngư lôi, 10 máy bay tiêm kích Messerschmitt Bf 109T và 13 máy bay ném bom bổ nhào Junkers Ju 87. Sau đó chúng được đổi thành 30 chiếc máy bay tiêm kích Bf 109 và 12 máy bay ném bom bổ nhào Ju 87; do học thuyết về tàu sân bay của Nhật Bản, Anh Quốc và Hoa Kỳ đã thay đổi từ vai trò trinh sát thuần túy sang các nhiệm vụ tác chiến tấn công.

### Messerschmitt Bf 109 T
Vào mùa Thu năm 1938, Văn phòng Kỹ thuật của Bộ Hàng không Đế chế Đức (Reichsluftfahrtministerium) yêu cầu văn phòng thiết kế của Messerschmitt vẽ kiểu một phiên bản hoạt động trên tàu sân bay của loại máy bay tiêm kích Bf 109 E, được đặt tên Bf 109 T ("T" là viết tắt của Träger, nghĩa là tàu sân bay). Phiên bản này, được các phi công đặt tên lóng là 'Toni', trang bị động cơ Daimler-Benz DB 601N công suất 1.175 mã lực, có tốc độ tối đa 568 km/h (353 mph) ở độ cao 6.000 m (20.000 ft). Vũ khí trang bị bao gồm hai súng máy MG 17 7,92 mm (0,312 in) gắn trên thân cùng hai pháo MG 17 hoặc MG FF/M 20mm gắn trên cánh.
Diện tích bề mặt cánh được gia tăng bằng việc bổ sung hai tấm phía ngoài rộng ,6 m (2 ft 0 in), nâng sãi cánh lên tổng cộng 11 m (36 ft), và các cánh nắp thu vào được bổ sung lên mặt trên của cánh. Điều này đã giúp rút ngắn đáng kể quãng đường cất cánh và hạ cánh, cải thiện độ chòng chành ở tốc độ thấp và cho phép lướt đi ở góc dốc hơn.

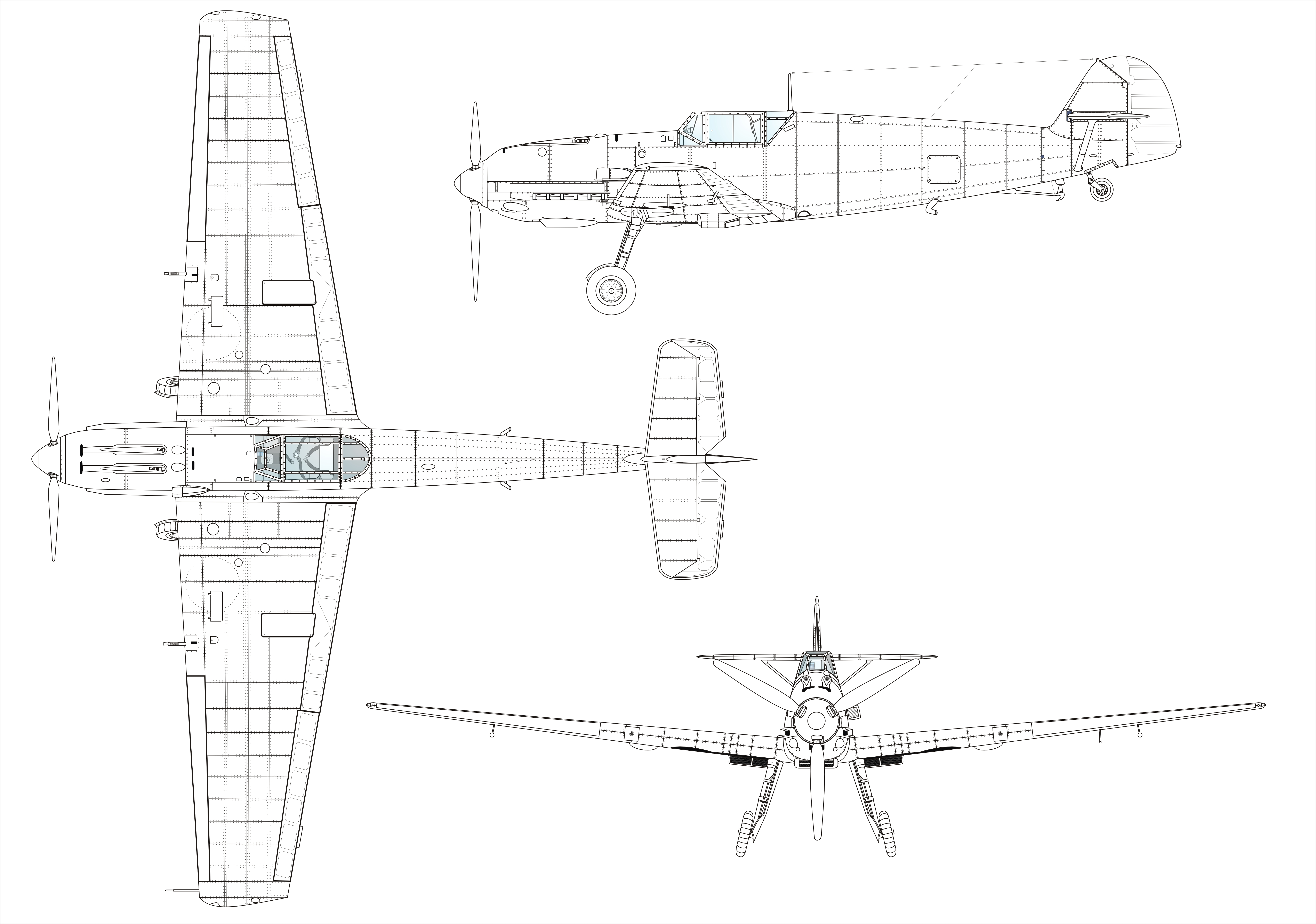
Bf 109T-1

Bốn điểm nối với máy phóng được bổ sung lên thân máy bay, và một móc hãm được gắn vào đuôi; móc hãm sau đó được làm rộng bản hơn nhằm giảm thiểu việc vặn xoắn dây hãm khi hạ cánh. Móc hãm cũng có xu hướng nảy lên thân gây ra những vết lỏm. Vấn đề này được giảm nhẹ bằng cách bổ sung một lò xo kim loại vào thiết kế và một miếng đệm cao su lên thân phía sau.
Một đế ETC được trang bị dưới thân để mang một thùng nhiên liệu phụ vứt được 300 lít (66 gal Anh; 79 gal Mỹ) dọc theo trục giữa. Bộ nhún của càng đáp dưới cánh cũng được gia cố để hấp thu tốt hơn tốc độ hạ cánh cao và áp lực nặng hơn khi hạ cánh trên tàu sân bay. Nệm lót đầu và nêm đỡ tay dành cho phi công trong buồng lái cũng được làm dày hơn cải thiện tiện nghi khi cất cánh bằng máy phóng. Không có giải pháp xếp cánh nào được thực hiện trên kiểu Bf 109 T; người ta cho rằng điều này không cần thiết vì chiếc máy bay có thể xếp dễ dàng lên thang nâng rộng đến 14 m (46 ft) của Graf Zeppelin.
Sau khi được Bộ hàng không chấp thuận vào đầu năm 1939, dự án được chuyển cho Fieseler-Werke đối với những chi tiết cuối cùng và việc cải biến 60 khung máy bay phiên bản Bf 109E thành kiểu T-1. Đơn đặt hàng này được gia tăng lên 155 chiếc vào tháng 9; nhưng cùng với việc chế tạo con tàu chị em với Graf Zeppelin là Flugzeugträger B bị tạm dừng trong tháng đó, kế hoạch chế tạo quay lại một lô ban đầu 70 máy bay. Đến tháng 12 năm 1940, Bộ hàng không quyết định chỉ hoàn tất bảy chiếc Bf 109 T-1 được trang bị cho tàu sân bay, và hoàn tất những chiếc còn lại như là kiểu T-2 hoạt động trên đất liền, do công việc chế tạo Graf Zeppelin đình trệ vào tháng 4 và ít có khả năng là nó sẽ được đưa ra hoạt động sớm trong thời gian trước mắt.
Do những sự trì hoãn trong việc chế tạo loạt Bf 109 E vào giữa năm 1940, những thay đổi trong thiết kế đối với trụ chống cánh, và việc Daimler Benz chậm trễ trong việc giao hàng kiểu động cơ hứa hẹn DB 601N, chiếc Bf 109 T-1 đầu tiên chỉ được bàn giao vào tháng 1 năm 1941. Tuy nhiên, đến tháng 6, cả 70 chiếc đều đã hoàn tất. Một chiếc T-1 được gửi đến đơn vị E-Stelle See tại Travemünde để đánh giá, và thêm sáu chiếc khác được dành riêng cho việc thử nghiệm; 63 chiếc T-2 còn lại được gửi đến Na Uy ngang qua Đan Mạch, và đã phục vụ cùng Phi đoàn I/JG 77 và JGr Trondheim, nơi mà đặc tính có quãng đường cất cánh và hạ cánh ngắn khiến chúng phù hợp một cách lý tưởng cho những đường băng ngắn và nhiều gió giật của đất nước này.
Vào cuối năm 1941, khi sự quan tâm để hoàn tất Graf Zeppelin phục hồi, những chiếc Bf 109 T-2 còn sống sót được rút khỏi phục vụ ở tuyến đầu, và lại được chuẩn bị để hoạt động trên tàu sân bay. Bảy chiếc phiên bản T-2 được chế tạo lại theo tiêu chuẩn T-1 và được chuyển cho Hải quân Đức vào ngày 19 tháng 5 năm 1942. Đến tháng 12, đã có tổng cộng 48 chiếc Bf 109 T-2 được cải biến ngược thành kiểu T-1; trong đó 46 chiệc đặt căn cứ tại Pillau thuộc Đông Phổ và được dự trữ dành để hoạt động trên tàu sân bay. Tuy nhiên, vào tháng 2 năm 1943, mọi công việc trên chiếc Graf Zeppelin bị ngừng lại và số máy bay này quay trở lại phục vụ cho Không quân Đức vào tháng 4.

### Fieseler Fi 167
Để cạnh tranh với Arado, và bởi một yêu cầu của Văn phòng Kỹ thuật Bộ Hàng không, Fieseler Werke đã đề xuất một thiết kế vào năm 1937 về một kiểu máy bay hai chỗ ngồi đa dụng hoạt động trên tàu sân bay, có khả năng thực hiện các nhiệm vụ ném bom, ném ngư lôi và trinh sát. Chiếc Fieseler Fi 167 (tên lóng "Dragonfly") là một máy bay cánh kép thon thả trang bị động cơ Daimler-Benz DB601B thẳng hàng công suất 1.100 mã lực, cho phép nó đạt được tốc độ tối đa 320 km/h (200 mph), và có hình thức mượt mà hơn kiểu Ar 195 của Arado trang bị động cơ bố trí hình tròn. Kiểu máy bay của Fieseler có cánh xếp được để chất gọn trên tàu sân bay, có một móc hãm và một buồng lái kín dành cho đội bay hai người. Bộ càng đáp cố định của nó có thể vứt bỏ trong trường hợp hạ cánh khẩn cấp trên biển bởi hai chốt lò xo vận hành bằng điện; và các cánh mép từ động mở rộng suốt chiều dài cánh trên và cánh dưới, trong khi cánh dưới còn có một cánh nắp lớn. Các đặc tính sau này cho phép nó có một độ ổn định không ai sánh bằng ở tốc độ thấp.

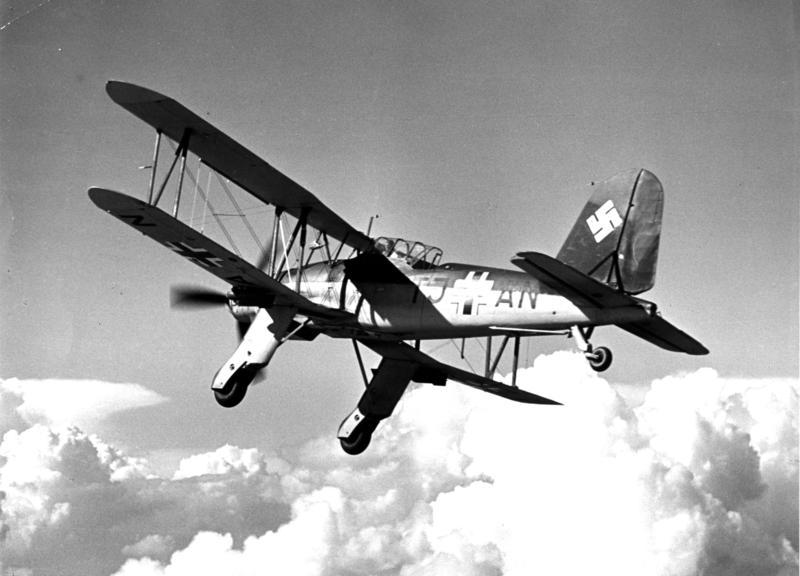
Một chiếc Fieseler Fi 167, chiếc thứ năm trong số 12 chiến tiền sản xuất, băng qua mây trong một chuyến bay thử nghiệm.

Vũ khí trang bị bao gồm một tải trọng bom tối đa là một bom 1.000 kg (2.200 lb) hoặc một ngư lôi LT F 5b tiêu chuẩn 764 kg (1.684 lb) và một súng máy MG 17 7,92 mm (0,312 in) bắn ra phía trước gắn trên nắp động cơ và một súng máy MG 15 7,92 mm gắn trên bệ di động ở vị trí buồng lái phía sau được điều khiển bởi hoa tiêu/trinh sát viên. Tầm hoạt động thông thường là 1.300 km (810 mi) với bom đầy tải, nhưng có thể kéo dài đến 1.500 km (930 mi) cho các nhiệm vụ trinh sát nhờ một thùng nhiên liệu phụ 300 L (66 gal Anh; 79 gal Mỹ) bên ngoài vứt được.
Các cuộc thử nghiệm so sánh tiến hành tại cơ sở thử nghiệm Erprobungsstelle ở Rechlin của Bộ Hàng không nhanh chóng chứng tỏ tính ưu việt của Fi 167 so với Ar 195 ở mọi phương diện, đến mức Fieseler được chọn để tiếp tục chế tạo một chiếc nguyên mẫu thứ ba để bắt đầu lắp ráp mười hai chiếc tiền sản xuất. Tuy nhiên, vì Graf Zeppelin sẽ không sẵn sàng để chạy thử ngoài biển cho đến mùa Hè năm 1940, công việc đối với đơn đặt hàng những chiếc tiền sản xuất được tiến hành chậm chạp; và chỉ cho đến mùa Xuân năm 1940, mẫu đầu tiên Fi 167 A-01 mới bắt đầu được thử nghiệm.
Khi công việc chế tạo Graf Zeppelin bị tạm ngưng vào tháng 5 năm 1940, 12 chiếc Fi 167 đã hoàn tất được điều về Phi đoàn Erprobungsstaffel 167 nhằm mục đích tiếp tục các thử nghiệm hoạt động. Vào lúc mà việc chế tạo chiếc tàu sân bay được tái tục hai năm sau đó vào tháng 5 năm 1942, Fi 167 bị xem là không còn phù hợp cho vai trò được dự định, và Văn phòng Kỹ thuật quyết định thay thế nó bằng một phiên bản Junkers Ju 87D cải tiến để mang ngư lôi.

### Junkers Ju 87 C
Vào năm 1938, Văn phòng Kỹ thuật Bộ Hàng không quyết định phải có một phi đoàn (Staffel) máy bay ném bom bổ nhào trong liên đội không quân của Graf Zeppelin, và sự lựa chọn dừng lại trên kiểu Junkers Ju 87 Stuka mà khả năng đã được chứng minh trong chiến đấu. Công việc cải biến phiên bản Ju 87 B thành kiểu Ju 87 C hoạt động trên tàu sân bay bắt đầu vào cuối năm đó. Những chiếc Ju 87C tiền sản xuất có cánh xếp được bằng tay, giảm chiều rộng để xếp trên sàn tàu xuống còn 5 m (16 ft); trong khi phiên bản sản xuất hàng loạt có cơ cấu xếp cánh kích hoạt bằng điện. Sải cánh chung của nó ngắn hơn 0,6 m (2 ft 0 in) so với phiên bản Ju 87 B. Các điểm nối với máy phóng được bổ sung lên bên dưới thân máy bay và một móc hãm được gắn ngay trước bánh đáp đuôi. Thân máy bay và bộ càng đáp được gia cường thêm để chịu đựng tốt hơn áp lực khi hạ cánh trên tàu sân bay. Hai còi hụ vận hành bằng cánh quạt thường được gắn trên bộ càng đáp cố định của Stuka được tháo bỏ để giúp giảm bớt lực cản.
Bộ càng đáp cố định của Ju 87 C có thể vứt bỏ bằng cách kích hoạt một liều thuốc nổ trong trường hợp nó buộc phải hạ cánh trên biển. Điều này sẽ giúp giảm thiểu khả năng máy bay bị lật khi tiếp xúc mặt nước. Các bao nổi được bố trí ở thân và cánh máy bay, và các chất bịt kín được áp lên các mối nối và chỗ hở để trì hoãn thời gian máy bay bị chìm, cho phép đội bay có đủ thời gian rời khỏi buồng lái và thổi phồng phao cứu sinh mang theo trong những trường hợp khẩn cấp như vậy.
Trữ lượng nhiên liệu chứa trên trong được gia tăng bằng cách bổ sung hai thùng nhiên liệu phụ dưới cánh và có thể tăng cường hơn nữa bằng cách gắn thêm hai thùng nhiên liệu phụ 300 lít (66 gal Anh; 79 gal Mỹ) vứt được bên dưới cánh. Điều này giúp gia tăng tầm hoạt động tối đa của chiếc máy bay lên đến trên 1.100 kilômét (680 mi). Trong trường hợp khẩn cấp, mọi nhiên liệu đều có thể vứt bỏ trong vòng khoảng một phút.
Được trang bị động cơ Junkers Jumo 211D công suất 1.200 mã lực, kiểu Ju 87 C có tốc độ tối đa 332 km/h (206 mph). Vũ khí trang bị bao gồm một tải trọng bom tối đa 700 kg (1.500 lb), hai súng máy MG 17 7,92 mm (0,312 in) cố định trên cánh bắn ra phía trước và một súng máy MG 15 7,92 mm trên bệ di động ở phía sau buồng lái, vận hành bởi hoa tiêu/điện báo viên.
Mười chiếc Ju 87 C-0 tiền sản xuất được chế tạo và gửi đến cơ sở thử nghiệm tại Rechlin và Travemünde, nơi chúng được thử nghiệm hoạt động một cách rộng rãi, bao gồm việc phóng bằng máy phóng và hạ cánh trên sàn đáp mô phỏng. Nhưng trong số 170 chiếc Ju 87 C-1 được đặt hàng, chỉ có một số ít được hoàn tất; việc tạm ngưng chế tạo chiếc Graf Zeppelin vào tháng 5 năm 1940 đã đưa đến việc hủy bỏ toàn bộ đơn hàng. Những máy bay sẵn có và các khung máy bay đang được chế tạo sau đó được cải biến ngược trở lại phiên bản Ju 87 B-2.

### Junkers Ju 87 E
Công việc phát triển một phiên bản của kiểu Ju 87 D mang ngư lôi cho các nhiệm vụ chống tàu nổi tại Địa Trung Hải đã được tiến hành vào đầu năm 1942 khi nở rộ trở lại khả năng hoàn tất chiếc Graf Zeppelin. Do kiểu máy bay Fieseler Fi 167 giờ đây đã được cho là lạc hậu, Văn phòng Kỹ thuật Bộ Hàng không yêu cầu Junkers cải biến phiên bản Ju 87 D-4 thành một máy bay ném bom-ngư lôi/trinh sát hoạt động trên tàu sân bay đặt tên là Ju 87 E-1. Máy bay sản xuất sẽ phải có cánh xếp bằng điện và những trang bị để hoạt động trên tàu sân bay giống như phiên bản Ju 87 C, cùng các đế gắn mang được ngư lôi nặng LT F 5b 764 kg (1.684 lb). Người ta còn có ý định trang bị cho nó rocket hỗ trợ cất cánh (RATOG) nhằm rút ngắn quảng đường lăn cất cánh trên tàu sân bay.
Công việc thử nghiệm được tiến hành suốt mùa Xuân và mùa Hè năm 1942 tại Erprobungsstelle See ở Travemünde, và kết quả đủ làm hài lòng Bộ Hàng không đến mức họ đặt hàng 115 máy bay. Nhưng khi mọi công việc chế tạo Graf Zeppelin bị ngừng hẳn vào năm 1943, toàn bộ đơn đặt hàng bị hủy bỏ. Không có chiếc Ju 87 D cải biến mang ngư lôi nào được đưa ra sử dụng.

### Messerschmitt Me 155
Vào tháng 5 năm 1942, khi công việc chế tạo Graf Zeppelin được tái tục, phiên bản máy bay tiêm kích Bf 109T hoạt động trên tàu sân bay được cho là đã lạc hậu. Vì vậy, Văn phòng Kỹ thuật đã mời Messerschmitt A.G. đưa ra đề nghị thiết kế mới cho một kiểu máy bay tiêm kích hoạt động trên tàu sân bay mang tên Me 155. Thiết kế nhấn mạnh đến việc sử dụng những thành phần của Bf 109 đang sẵn có để dễ sản xuất và giảm nhẹ công việc cho nhóm thiết kế đã rất bận rộn của Messerschmitt. Đến tháng 9 năm 1942 bản vẽ chi tiết đã hoàn tất.
Kiểu Me 155 sử dụng một khung Bf 109 G tiêu chuẩn hàn với một kiểu cánh được thiết kế hoàn toàn mới có thể xếp được để dễ chứa trên tàu sân bay. Thiết kế cánh mới giữ lại độ rộng sải cánh ngang với của phiên bản Bf 109 G, 11 m (36 ft); tuy nhiên các nhà thiết kế đã thay thế kiểu càng đáp Bf 109 G xếp ra phía ngoài với vệt bánh đáp hẹp bằng kiểu xếp vào trong có vệt bánh đáp rộng, cho phép chiếc máy bay có đặc tính hạ cánh ổn định hơn. Đây là một tính chất được ưa chuộng đối với loại máy bay hoạt động trên tàu sân bay vốn phải đối mặt với sàn đáp dốc của tàu sân bay có chiều rộng giới hạn. Các điểm nối với máy phóng, một móc hãm và thiết bị nổi cũng được bổ sung. Vũ khí được đề nghị bao gồm một khẩu pháo MG 151 20 mm (0,79 in) gắn bên trên động cơ và hai pháo 20 mm MG 151 cùng hai súng máy MG 131 13 mm (0,51 in) gắn trên cánh. Được trang bị động cơ DB 605A-1 công suất 1.475 mã lực, chiếc máy bay được dự định đạt được tốc độ tối đa 649 km/h (403 mph) với thời gian bay được tính toán là 1,16 giờ chưa tính đến các thùng nhiên liệu phụ bên ngoài.
Khi mọi việc trở nên rõ ràng rằng Graf Zeppelin không thể đưa vào hoạt động trong ít nhất là hai năm nữa, Messerschmitt được thông báo một cách không chính thức để dẹp bỏ thiết kế kiểu máy bay tiêm kích mới; thậm chí chiếc nguyên mẫu của nó cũng chưa từng được chế tạo.

## Công việc chế tạo

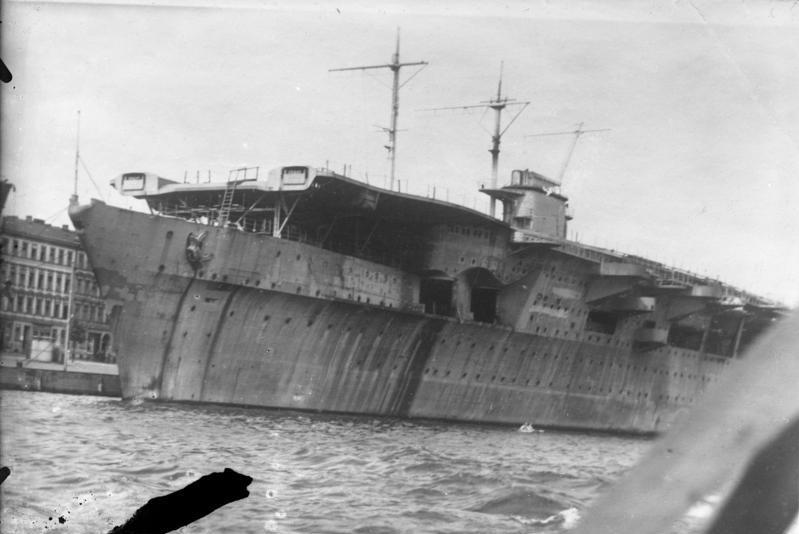
Graf Zeppelin thả neo tại Stettin vào mùa Hè năm 1941. Lưu ý đến mũi tàu được cải tiến kiểu " Đại Tây Dương", hai lỗ trống dành cho tháp pháo 15 cm (ngay bên dưới phía trước ống khói), các ăn-ten và đầu hai đường ray máy phóng trên sàn đáp.

Công việc chế tạo hai chiếc tàu sân bay cho Hải quân Đức đã bị thất thường ngay từ lúc khởi đầu do tình trạng thiếu hụt thợ hàn và việc cung ứng vật liệu bị chậm trễ. Công việc chế tạo chiếc Flugzeugträger B cuối cùng bị ngừng lại vào ngày 19 tháng 9 năm 1939 để dịch chuyển sự ưu tiên cho việc chế tạo tàu ngầm U-boat, do giờ đây Đức ở trong tình trạng chiến tranh với Anh và Pháp. Lườn tàu, vốn chỉ được hoàn tất cho đến sàn bọc thép, bị bỏ xó han rỉ trên ụ tàu cho đến ngày 28 tháng 2 năm 1940, khi Đô đốc Raeder ra lệnh tháo dỡ.
Cùng lúc đó, việc Đức Quốc xã xâm chiếm Na Uy vào tháng 4 năm 1940 làm xói mòn cơ hội hoàn tất chiếc Flugzeugträger A (Graf Zeppelin). Hải quân Đức giờ đây phải chịu trách nhiệm phòng thủ bờ biển kéo dài của Na Uy cùng nhiều cơ sở cảng biển dọc theo đó; họ có nhu cầu khẩn cấp một số lượng lớn pháo phòng thủ duyên hải và pháo phòng không. Trong một cuộc hội nghị hải quân cùng với Hitler vào ngày 29 tháng 4 năm 1940, Đô đốc Raeder đề nghị tạm ngưng mọi hoạt động chế tạo Graf Zeppelin, tranh luận rằng ngay cả khi có thể đưa nó ra hoạt động vào cuối năm 1940, việc trang bị các khẩu pháo cho nó đòi hỏi thêm mười tháng hay hơn nữa, trong khi hệ thống kiểm soát hỏa lực nguyên thủy của nó đã được bán cho Liên Xô theo một thỏa thuận thương mại trước đó. Hitler đồng ý cho ngừng việc chế tạo, cho phép Raeder tháo dỡ các khẩu pháo chính 15 cm của Graf Zeppelin để chuyển đến Na Uy. Trước đó, dàn pháp phòng không hạng nặng của chiếc tàu sân bay bao gồm 12 khẩu 10,5 cm đã được chuyển hướng đến các nơi cần thiết khác.
Vào ngày 12 tháng 7 năm 1940, Graf Zeppelin được kéo từ Kiel đến Gotenhafen (Gdynia) và ở lại đó trong gần một năm. Ngay trước khi Đức Quốc xã tấn công Liên Xô vào tháng 6 năm 1941, chiếc tàu sân bay lại được di chuyển, lần này là đến Stettin, nhằm bảo vệ nó khỏi các cuộc không kích của Xô Viết. Đến tháng 11, quân đội Đức đã tiến sâu vào lãnh thổ Liên Xô loại trừ mọi mối đe dọa bị không kích, và Graf Zeppelin được kéo trở về Gotenhafen, nơi nó từng phục vụ một thời gian ngắn như một nhà kho nổi chứa gỗ cung cấp cho Hải quân.
Vào lúc mà Đô đốc Raeder gặp gỡ Hitler cho một cuộc bàn luận chi tiết về chiến lược hải quân vào tháng 4 năm 1942, sự hữu ích của tàu sân bay trong chiến tranh hải quân hiện đại đã được minh họa đầu đủ. Tàu sân bay Anh Quốc đã đánh bại Hạm đội Ý trong trận Taranto vào tháng 11 năm 1940, làm hỏng nặng chiếc thiết giáp hạm Đức Bismarck vào tháng 5 năm 1941, và ngăn cản thiết giáp hạm Tirpitz tấn công hai đoàn tàu vận tải hướng sang Nga vào tháng 3 năm 1942. Rõ rệt nhất, một cuộc không kích bằng tàu sân bay của Nhật Bản nhắm vào Trân Châu Cảng đã tiêu diệt hạm đội thiết giáp hạm Hoa Kỳ vào tháng 12 năm 1941. Lo lắng cho việc bảo vệ trên không dành cho các đơn vị hạm tàu nổi hạng nặng của Hải quân Đức, Raeder thông báo cho Hitler rằng Graf Zeppelin có thể hoàn tất trong khoảng một năm, và thêm sáu tháng cho việc chạy thử máy ngoài biển và huấn luyện bay. Vào ngày 13 tháng 5 năm 1942, với sự chấp thuận của Hitler, Bộ chỉ huy Tối cao Hải quân Đức được lệnh tiếp tục chế tạo chiếc tàu sân bay.
Nhưng những vấn đề về kỹ thuật tiếp tục tồn tại. Đô đốc Raeder muốn có các kiểu máy bay mới được thiết kế đặc biệt để sử dụng trên tàu sân bay. Thống chế Goering, người đứng đầu Không quân Đức, trả lời rằng nền công nghiệp hàng không Đức, vốn đã bị quá tải, không thể hoàn tất việc thiết kế, thử nghiệm và chế tạo hàng loạt một kiểu máy bay như vậy trước năm 1946. Thay vào đó, ông đề nghị cải biến những kiểu máy bay hiện có, một lần nữa lại là Junkers Ju 87 và Messerschmitt Bf 109, như những giải pháp trung gian cho đến khi có thể phát triển những kiểu mới hơn. Việc huấn luyện phi công hải quân tại Travemünde cũng tiếp nối trở lại.
Phiên bản máy bay cải biến dành cho tàu sân bay nặng hơn so với kiểu căn bản đặt căn cứ trên đất liền, và điều này đòi hỏi một số cải biến so với thiết kế nguyên thủy của Graf Zeppelin: các máy phóng đang có cần được hiện đại hóa, các dây hãm cần có dây tời chắc chắn hơn; sàn đáp, thang nâng và hầm chứa máy bay cũng cần phải gia cường thêm. Những thay đổi trong kỹ thuật hải quân buộc phải có các cải tiến khác: trang bị các bộ radar dò tìm không trung và ăn-ten của chúng; nâng cấp thiết bị liên lạc vô tuyến; một buồng chỉ huy máy bay tiêm kích bọc thép đặt trên cột buồm chính, khiến buộc phải gia cố cột buồm để chịu đựng trọng lượng nặng thêm; vỏ giáp bổ sung cho cầu tàu và trung tâm điều khiển hỏa lực; một nắp chụp cong dành cho ống khói nhằm giữ cho khói và hơi thoát ra không ảnh hưởng đến tháp chỉ huy; thay thế các khẩu đội phòng không 20 mm nòng đơn bằng các khẩu Flakvierling 38 bốn nòng, khiến phải gia tăng trữ lượng đạn dược cung cấp tương ứng; và các bầu bổ sung cả hai bên mạn của lườn tàu nhằm duy trì độ ổn định đối với trọng lượng tăng thêm.
Bộ tham mưu Hải quân Đức hy vọng tất cả các thay đổi đó có thể hoàn tất vào tháng 4 năm 1943, và chiếc tàu sân bay có thể chạy thử máy ngoài biển lần đầu tiên vào tháng 8 cùng năm. Với mục đích đó, Kỹ sư trưởng Hadeler được tái bổ nhiệm vào việc giám sát sự hoàn tất của Graf Zeppelin. Kế hoạch của Hadeler dự định sẽ đưa hai trục chân vịt phía trong và hệ thống động lực tương ứng của chúng vào hoạt động trước, cho phép con tàu có được tốc độ ban đầu khoảng 25-26 knot (46–48 km/h), đủ nhanh để có thể chạy thử máy ngoài biển và tiến hành các hoạt động huấn luyện không quân. Người ta hy vọng chiếc tàu sân bay mới sẽ sẵn sàng chiến đấu vào mùa Đông năm 1943/1944.
Trong đêm 27– 28 tháng 8 năm 1942, Graf Zeppelin chịu đựng đợt không kích duy nhất mà phe Đồng Minh đặc biệt nhắm vào nó hầu tiêu diệt. Chín máy bay ném bom Lancaster của Không quân Hoàng gia Anh thuộc các phi đội 106 và 97 được phái đến Gotenhafen, mỗi chiếc mang theo một quả bom "Capital Ship" duy nhất nặng 2.500 kg (5.500 lb) với một đầu đạn đặc biệt được dự định dành cho các mục tiêu bọc thép. Một phi công đã không tìm ra mục tiêu do bị sương mù che khuất, nên đã thả quả bom của mình vào vị trí dự đoán của thiết giáp hạm Gneisenau. Một người khác tin rằng mình đã đánh trúng quả bom trực tiếp vào chiếc Graf Zeppelin, nhưng không có ghi chép nào về hư hại của con tàu do bom đánh trúng vào đêm hôm đó.
Vào ngày 5 tháng 12 năm 1942, Graf Zeppelin được kéo quay trở lại Kiel và được đặt vào một ụ tàu nổi. Cuối cùng dường như nó cũng được cho hoàn tất. Tuy nhiên, vào cuối tháng 1 năm 1943, Hitler trở nên mất niềm tin vào Hải quân Đức, đặc biệt là với những điều mà ông cho là sự thể hiện kém cõi của lực lượng tàu nổi, nên đã ra lệnh cho rút mọi tàu chiến lớn ra khỏi phục vụ và tháo dỡ. Đối với Đô đốc Raeder, người thường xuyên xung đột với Hitler về chiến lược hải quân, đây là một bước thụt lùi đầy choáng váng. Trong một bản ghi nhớ dài gửi cho Hitler, ông cho rằng mệnh lệnh mới là "một chiến thắng trên biển với giá hời nhất mà người Anh từng đạt được". Raeder bị cách chức không lâu sau đó và được thay thế bởi nguyên Tư lệnh lực lượng tàu ngầm Karl Dönitz. Mặc dù sau cùng Đô đốc Dönitz cũng thuyết phục được Hitler rút lại hầu hết các mệnh lệnh, công việc chế tạo các hạm tàu nổi mới đều bị ngừng lại, kể cả những chiếc sắp hoàn thành, trong đó có Graf Zeppelin. Đến ngày 2 tháng 2 năm 1943, công việc chế tạo chiếc tàu sân bay kết thúc vĩnh viễn.
Vào tháng 4 năm 1943, Graf Zeppelin được cho kéo về phía Đông, trước tiên là đến Gotenhafen, rồi đến một vũng tàu tại Swinemünde, và cuối cùng được cho neo đậu tại một bến tàu trên sông Parnitz, cách Stettin hai dặm. Tại đây, nó mòn mỏi chờ đợi trong hai năm tiếp theo với một thủy thủ đoàn bảo trì và canh giữ chỉ có 40 người. Khi các lực lượng của Hồng quân tiến đến gần thành phố vào tháng 4 năm 1945, các van Kingston của con tàu được mở ra để làm ngập nước các khoang bên dưới, và nó mắc cạn xuống đáy bùn nông. Một đội công binh bao gồm mười người đã cài chất nổ bên trong con tàu nhằm tạo lỗ thủng và phá hủy các phần động cơ trọng yếu. Vào 18 giờ 00 ngày 25 tháng 4 năm 1945, khi quân Nga tiến vào Stettin, Trung tá Hải quân Wolfgang Kähler ra lệnh bằng vô tuyến cho đội công binh điểm hỏa các khối thuốc nổ. Khói bốc lên từ ống khói của con tàu xác nhận các khối thuốc nổ đã được kích nổ, khiến con tàu trở nên vô dụng đối với những chủ nhân mới của nó trong nhiều tháng tiếp theo sau.

## Số phận sau chiến tranh

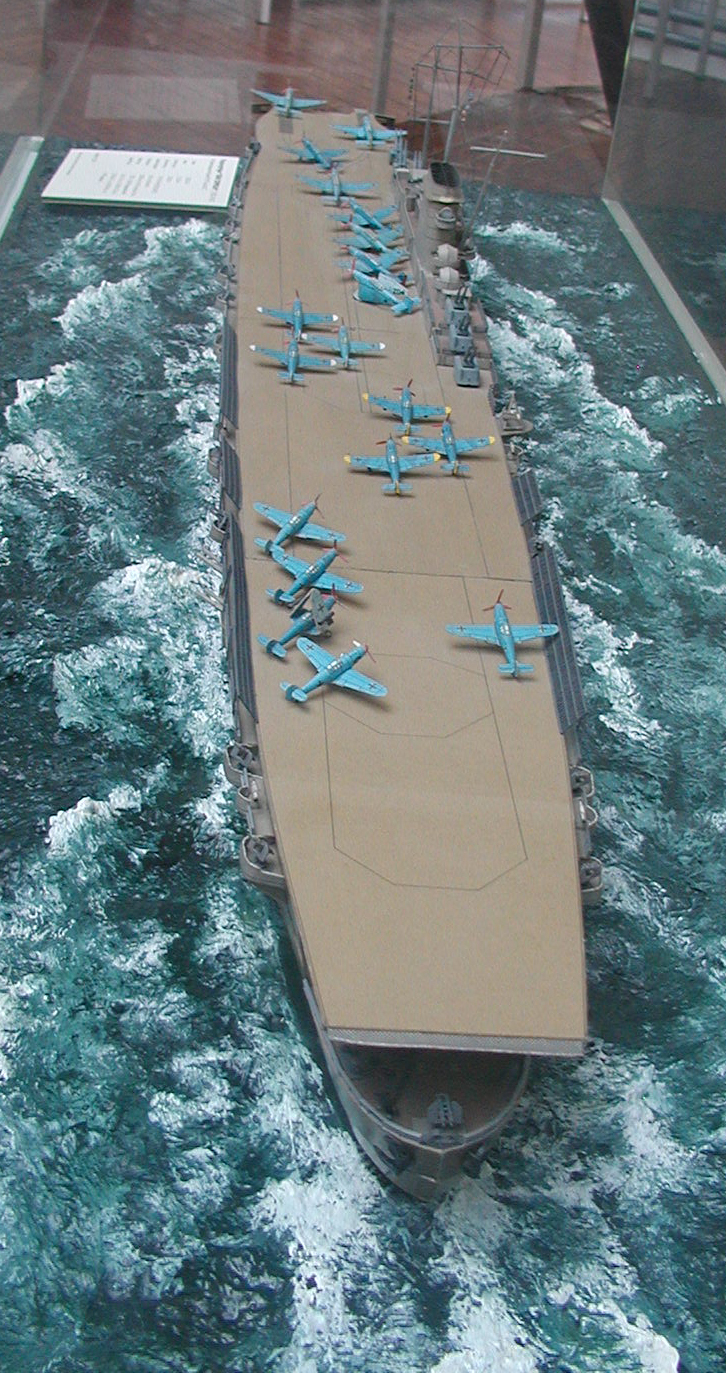
Một mô hình chiếc Graf Zeppelin nhìn từ phía đuôi

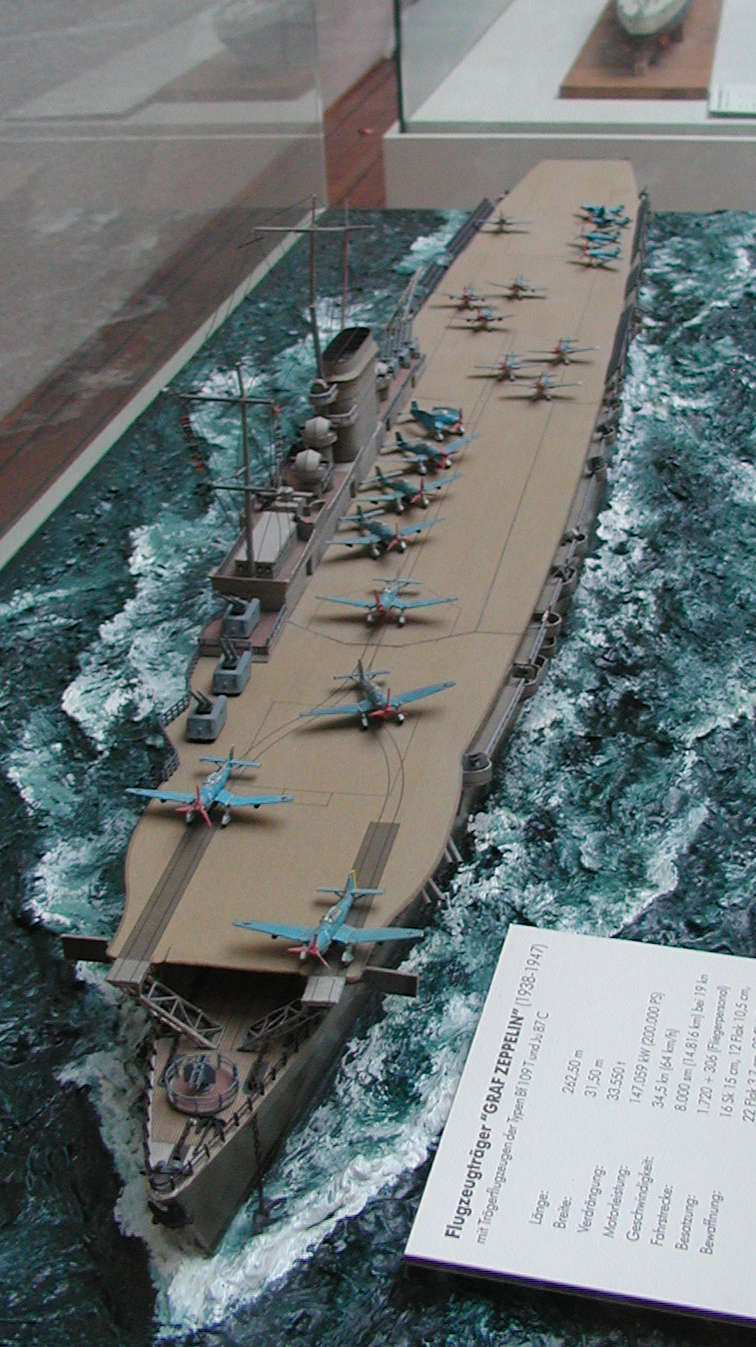
Nhìn từ phía mũi của mô hình

Lịch sử và số phận của con tàu sân bay sau khi Đức Quốc xã đầu hàng đã không rõ ràng trong nhiều thập niên sau chiến tranh. Căn cứ theo những điều khoản của Ủy ban Đồng Minh Tam cường, mọi con tàu "Hạng C" (hư hại hoặc đánh đắm) phải được phá hủy hay đánh chìm tại vùng biển sâu trước ngày 15 tháng 8 năm 1946. Thay vào đó, Liên Xô quyết định sửa chữa con tàu bị hư hại, và nó nổi trở lại vào tháng 3 năm 1946 và được đăng ký trong Hạm đội Baltic dưới tên gọi tàu sân bay Zeppelin (Цеппелин). Bức ảnh cuối cùng được biết đến của nó cho thấy chiếc tàu sân bay đang rời cảng Świnoujście (trước 1945 có tên là Swinemünde) vào ngày 7 tháng 4 năm 1947. Bức ảnh cho thấy trên sàn tàu chất đầy nhiều loại thùng và hộp chứa khác nhau cùng với vật liệu xây dựng, khiến có giả thuyết cho rằng nó được sử dụng vào việc chuyên chở những thiết bị công nghiệp tịch thu được từ Ba Lan và Đức trở về Xô Viết.
Trong nhiều năm, không có thông tin gì về số phận của con tàu. Giả thuyết cho rằng chiếc tàu sân bay được cho chuyển về Leningrad rất ít có khả năng xảy ra, do việc xuất hiện một con tàu lớn và bất thường như vậy sẽ bị tình báo các nước Tây Âu chú ý. Một ý kiến khác cho rằng nó đã bị chìm khi di chuyển từ Świnoujście đến Leningrad. Một giả thuyết cho rằng nó trúng phải mìn về phía Bắc Rügen vào ngày 15 tháng 8 năm 1947; nhưng Rügen, ở về phía Tây Swinemünde, không nằm trên tuyến đường biển đi đến Leningrad. Xa hơn về phía Bắc vịnh Phần Lan, một khu vực được rải mìn dày đặc và rất khó cho các quan sát viên phương Tây có thể theo dõi, mới có nhiều khả năng nghĩ đến.
Sau khi các tài liệu lưu trữ của Liên Xô cũ được giải mật, ánh sáng đã hé mở trên những điều bí mật. Những gì được biết là chiếc tàu sân bay được đặt tên là "PB-101" (Căn cứ nổi số 101) vào ngày 3 tháng 2 năm 1947, và vào ngày 16 tháng 8 năm 1947, nó được sử dụng như một mục tiêu thực hành cho máy bay và tàu chiến Xô Viết. Người Nga đã cho chất bom trên sàn tàu, hầm chứa máy bay và thậm chí trong ống khói nhằm mô phỏng một tải trọng đạn dược chiến đấu, rồi ném bom từ máy bay cùng bắn pháo và ngư lôi nhắm vào nó. Việc thử nghiệm này sẽ tuân thủ (cho dù trễ) với những điều bắt buộc của thỏa thuận Tam cường, đồng thời cung cấp cho phía Xô Viết kinh nghiệm đánh chìm tàu sân bay. Vào lúc này, Chiến tranh Lạnh đang diễn ra, và Liên Xô đã hoàn toàn nhận thức về số lượng và tầm quan trọng của tàu sân bay trong Hải quân Mỹ, vốn sẽ trở thành những mục tiêu chiến lược quan trọng trong trường hợp một cuộc chiến tranh sẽ thực sự nổ ra giữa Liên Xô và Hoa Kỳ. Sau khi bị bắn trúng 24 quả bom và đầu đạn, con tàu vẫn không chìm và phải được kết liễu bằng hai quả ngư lôi. Vị trí bị đánh chìm chính xác của nó đã không được biết đến trong nhiều thập niên tiếp theo.

## Tái khám phá
Vào ngày 12 tháng 7 năm 2006, chiếc RV St. Barbara, một con tàu của công ty dầu khí Ba Lan Petrobaltic, tìm thấy một xác tàu đắm dài 265 m ở gần cảng Łeba (một báo cáo của BBC cho rằng cách 55 km về phía Bắc Władysławowo) mà họ cho rằng rất có thể đó là chiếc Graf Zeppelin. Ngày 26 tháng 7 năm 2006, thủy thủ đoàn của tàu thăm dò ORP Arctowski thuộc Hải quân Ba Lan tiến hành khảo sát xác tàu đắm để xác định lai lịch, và vào ngày hôm sau Hải quân Ba Lan chính thức xác nhận đó chính là xác tàu đắm của Graf Zeppelin, ở độ sâu 87 m (264 ft) dưới mực nước biển.
Vào năm 2009 một nhóm thợ lặn đã xin được giấy phép của Chính phủ Ba Lan để lặn xuống xác tàu đắm. Độ sâu và tình trạng của xác tàu khiến chỉ có phương tiện lặn kỹ thuật cao mới có thể tiếp cận được xác tàu đắm; nhưng trong mọi trường hợp, đều phải được sự cho phép của giới chức Ba Lan có thẩm quyền.